# Matteo Castaldo
Pour les articles homonymes, voir Castaldo.
 (janvier 2020).
Matteo Castaldo, né le 11 décembre 1985 à Naples, est un rameur italien.

## Palmarès

### Championnats du monde
| Discipline       | Chungju 2013 Corée du Sud | Amsterdam 2014 Pays-Bas | Aiguebelette 2015 France |
| ---------------- | ------------------------- | ----------------------- | ------------------------ |
| Quatre de pointe |                           |                         | Or                       |